# Wereldkampioenschappen schaatsen afstanden 2017 - 1000 meter vrouwen
De 1000 meter vrouwen op de wereldkampioenschappen schaatsen afstanden 2017 werd gereden op zaterdag 11 februari 2017 in het ijsstadion Gangneung Science Oval in Gangneung, Zuid-Korea.
Olympisch kampioen was Zhang Hong en Jorien ter Mors was de regerend wereldkampioen. Van de zes wereldbekerwedstrijden eerder in het seizoen won Heather Bergsma er alle vijf de wedstrijden waarin ze meedeed en Miho Takagi won de andere wedstrijd. Bergsma werd voor de eerste maal wereldkampioene over 1000 meter.

## Plaatsing
De regels van de ISU schrijven voor dat er maximaal 24 schaatssters zich plaatsen voor het WK op deze afstand. Geplaatst zijn de beste veertien schaatssters van het wereldbekerklassement na vier manches, aangevuld met de tien tijdsnelsten van die eerste vier manches van de wereldbeker. Achter deze 24 namen werd op tijdsbasis nog een reservelijst van zes namen gemaakt. Aangezien het aantal deelnemers per land beperkt is tot een maximum van drie, telt de vierde (en vijfde etc.) schaatsster per land niet mee voor het verloop van de ranglijst. Het is aan de nationale bonden te beslissen welke van hun schaatssters, mits op de lijst, naar het WK afstanden worden afgevaardigd.
Zuid-Korea maakte geen gebruik van de startplek hierdoor mocht de Tsjechië met twee vrouwen starten.

## Statistieken

### Uitslag
| #      | Naam                   | Land | Tijd       |
| ------ | ---------------------- | ---- | ---------- |
| Goud   | Heather Bergsma        | USA  | 1.13,94 BR |
| Zilver | Nao Kodaira            | JPN  | 1.14,43    |
| Brons  | Jorien ter Mors        | NED  | 1.14,66    |
| 4      | Marrit Leenstra        | NED  | 1.15,06    |
| 5      | Karolína Erbanová      | CZE  | 1.15,14    |
| 6      | Miho Takagi            | JPN  | 1.15,47    |
| 7      | Zhang Hong             | CHN  | 1.15,58(3) |
| 8      | Hege Bøkko             | NOR  | 1.15,58(8) |
| 9      | Jekaterina Lobysjeva   | RUS  | 1.16,00    |
| 10     | Yu Jing                | CHN  | 1.16,01    |
| 11     | Sanneke de Neeling     | NED  | 1.16,10    |
| 12     | Arisa Go               | JPN  | 1.16,11    |
| 13     | Olga Fatkoelina        | RUS  | 1.16,25    |
| 14     | Jekaterina Sjichova    | RUS  | 1.16,28    |
| 15     | Natalia Czerwonka      | POL  | 1.16,39    |
| 16     | Jekaterina Ajdova      | KAZ  | 1.16,68    |
| 17     | Gabriele Hirschbichler | GER  | 1.17,11    |
| 18     | Kaylin Irvine          | CAN  | 1.17,15    |
| 19     | Heather McLean         | CAN  | 1.17,18    |
| 20     | Vanessa Herzog         | AUT  | 1.17,21    |
| 21     | Ida Njåtun             | NOR  | 1.17,48    |
| 22     | Roxanne Dufter         | GER  | 1.17,75    |
| 23     | Kelly Gunther          | USA  | 1.18,35    |
| 24     | Nikola Zdráhalová      | CZE  | 1.18,52    |

### Loting
| Rit | Binnenbaan         | Buitenbaan             |
| --- | ------------------ | ---------------------- |
| 1   | Sanneke de Neeling | Kaylin Irvine          |
| 2   | Nikola Zdráhalová  | Heather McLean         |
| 3   | Roxanne Dufter     | Kelly Gunther          |
| 4   | Vanessa Herzog     | Karolína Erbanová      |
| 5   | Natalia Czerwonka  | Ida Njåtun             |
| 6   | Jekaterina Ajdova  | Gabriele Hirschbichler |
| 7   | Jorien ter Mors    | Jekaterina Lobysjeva   |
| 8   | Yu Jing            | Jekaterina Sjichova    |
| 9   | Hege Bøkko         | Arisa Go               |
| 10  | Olga Fatkoelina    | Nao Kodaira            |
| 11  | Miho Takagi        | Heather Bergsma        |
| 12  | Zhang Hong         | Marrit Leenstra        |

1996 · 
1997 · 
1998 · 
1999 · 
2000 · 
2001 · 
2003 · 
2004 · 
2005 · 
2007 · 
2008 · 
2009 · 
2011 · 
2012 · 
2013 · 
2015 · 
2016 · 
2017 · 
2019 · 
2020 · 
2021 · 
2023 · 
2024 · 
2025